# 스타 탄생 (1954년 영화)
《스타 탄생》(영어: A Star Is Born)은 1954년 개봉한 미국의 뮤지컬 영화이다. 조지 큐커가 감독을 이끌고, 모스 하트가 맡았다. 윌리엄 A. 웰먼 감독의 1937년 동명 영화를 리메이크한 작품이다. 1950년 영화 《로얄 웨딩》 이후 주디 갈런드의 스크린 복귀작으로 당시 많은 관심을 받았다.
2000년 미국 의회도서관 국립영화등기부에 등재되었다. 2007년 미국 영화 연구소(AFI) 선정 "위대한 뮤지컬 영화" 목록에서 7위를 했다.

## 줄거리
에스더 블로젯은 밴드에서 활동하며 가수를 꿈꾸는 젊은 여성이다. 노먼 메인은 한때 큰 인기를 누렸던 배우였으나, 현재는 내리막길을 걷고 있다.
어느 날, 노먼은 만취한 상태로 슈라인 오디토리움에서 열린 공식 행사에 나타난다. 스튜디오 홍보 담당자인 매트 리비는 그가 무대에 오르는 것을 막으려 하지만, 노먼은 이를 무시하고 무대로 뛰어들어 오케스트라 공연을 방해한다. 당황한 순간, 에스더는 재치 있게 그 상황을 수습하며 그를 공연의 일부인 것처럼 연기한다.
노먼은 에스더가 자신의 망신을 막아준 것을 깨닫고 그녀에게 저녁 식사를 제안한다. 이후 그는 에스더의 클럽 공연을 관람하며 그녀의 재능을 눈여겨보고, 영화계에서 성공할 수 있을 것이라 확신한다. 노먼은 그녀에게 꿈을 좇으라고 격려하고, 에스더는 밴드 동료 대니 맥과이어에게 영화 일을 시작하기 위해 밴드를 떠나겠다고 알린다.
다음 날 아침, 노먼은 갑작스럽게 촬영장으로 호출받아 자리를 뜨지만, 이후 TV 광고를 통해 에스더의 노래를 들은 그는 그녀를 다시 찾아 나선다. 스튜디오 대표인 올리버 나일스는 에스더가 노먼의 일시적인 관심만을 받고 있다고 여기지만, 노먼의 요청으로 그녀에게 작은 배역이 주어진다. 이 과정에서 스튜디오는 그녀의 이름을 일방적으로 "비키 레스터"로 변경하고, 에스더는 급여를 수령하는 과정에서 이 사실을 알게 된다.
노먼은 올리버를 설득해 에스더의 노래를 들려주고, 그녀는 마침내 주요 뮤지컬 영화에 캐스팅되어 큰 성공을 거둔다. 이후 두 사람은 관계를 깊이 쌓으며 결혼하게 된다.
그러나 시간이 지나면서 비키의 커리어는 점차 빛을 발하는 반면, 노먼은 심각한 알코올 중독에 시달리며 업계에서 외면받는다. 그는 비키가 아카데미 여우주연상을 수상하는 자리에서 만취한 채 나타나, 관객들에게 분노를 표출하고, 진정시키려던 비키를 실수로 때리는 사고를 일으킨다.
비키는 여전히 커리어를 이어가며, 노먼이 요양원에 입소했다는 사실을 올리버에게 전한다. 한편, 경마장을 찾은 노먼은 매트 리비와 마주치고, 그에게 "비키의 돈으로 살아간다"는 조롱을 듣는다. 그는 이 일로 인해 폭음을 하게 되고, 결국 음주운전으로 체포된다.
법원은 노먼에게 90일간의 징역형을 선고하지만, 비키는 그를 보석으로 풀어 집으로 데려온다. 올리버 역시 이 광경을 지켜보는 가운데, 노먼은 그들이 자신을 포기하려 한다는 사실을 깨닫는다. 그는 비키에게 수영을 하러 간다고 말한 뒤, 태평양으로 걸어 들어가 자살한다.
노먼의 장례식에서 비키는 무례한 취재진과 팬들에 시달리고, 큰 충격에 빠진 그녀는 외부와의 연락을 끊고 은둔 생활을 시작한다. 그러나 오랜 친구 대니 맥과이어의 설득으로 자선 행사에 참석하게 된 그녀는, 무대에서 사회자의 요청으로 팬들에게 인사하게 된다.
그녀는 마이크 앞에 서서 조용히 선언한다.
“안녕하세요, 여러분. 저는 노먼 메인의 아내입니다.”
그 순간, 장내는 기립 박수로 가득 찬다.

## 출연

### 주연
- 주디 갈랜드 - 에스더 블로젯 / 비키 레스터 역
- 제임스 메이슨 - 노먼 메인 (본명 어니스트 거빈스) 역
- 잭 칼슨 - 매트 리비 역
- 찰스 빅포드 - 올리버 나일스 역

### 조연
- 토미 누넌 - 대니 맥과이어 역
- 루시 말로우 - 롤라 라버리 역
- 아만다 블레이크 - 수잔 에팅, 프리미어 라디오 진행자 역
- 얼빙 베이콘 - 그레이브스 역
- 해즐 쉐머 - 리비의 비서 역
- 티모시 패럴 - 집행관 역 (크레딧 없음)
- 퍼시 헬턴 - 윌리엄 그레고리 역 (크레딧 없음)
- 낸시 컬프 - 에스더의 이웃 역 (크레딧 없음)
- 프랭크 푸글리아 - 브루노 역 (크레딧 없음)
- 스트로더 마틴 - 배달부 역 (크레딧 없음)

## 기타
- 원조: 도로시 파커
- 원조: 앨런 캠벨

## 같이 보기
- 스타 탄생 (1937)
- 스타 탄생 (1976)
- 스타 이즈 본 (2018)